# Gare de Hata
La gare de Hata  (葉多駅, Hata-eki) est une gare ferroviaire localisée dans la ville d'Ono, dans la préfecture de Hyōgo au Japon. La gare est exploitée par la compagnie Kobe Electric Railway sur la Ligne Ao.

## Service des voyageurs

### Desserte
La gare de Hata est une gare disposant d'un quai et d'une voie.

| N° de voie | Ligne | Direction  |
| ---------- | ----- | ---------- |
| 1          | ▆ Ao  | Ao         |
| 1          | ▆ Ao  | Suzurandai |

| Kobe Electric Railway |          |                    |          |                      |
| Direction Ao          | Ligne Ao | Ligne Ao           | Ligne Ao | Direction Suzurandai |
| Ao KB59               |          | Express 急行       |          | Ono KB57             |
| Ao KB59               |          | Semi-Express 準急  |          | Ono KB57             |
| Ao KB59               |          | Rapid Service 快速 |          | Ono KB57             |
| Ao KB59               |          | Local 普通         |          | Ono KB57             |